# Böhmischer Roter Jungfernapfel
Der Böhmische Rote Jungfernapfel ist ein alter Wirtschafts- und Tafelapfel. Die Sorte stammt als Streuobstsorte aus Böhmen und Niederösterreich. Sie ist in Deutschland wenig verbreitet. Der Apfel trägt in Österreich auch den Namen 'Chrysofsker', im Raum Hanau wird er als 'Altenstädter Roter' bezeichnet. Der Baum ist reich tragend und robust. In feuchten Lagen ist er schorfanfällig. Die Früchte sind von November bis Januar genussreif.